# Společník (film, 2025)
Společník (v anglickém originále Companion) je americký sci-fi filmový thriller z roku 2025 se Sophií Thatcherovou a Jackem Quaidem v hlavních rolích manželského páru na víkendovém pobytu s přáteli na odlehlé chatě, který se po odhalení, že jeden z hostů je robot, zvrhne v chaos. Scénář a režii filmu má na svědomí Drew Hancock, producenty jsou Zach Cregger, Roy Lee, Raphael Margules a J. D. Lifshitz. Ve vedlejších rolích se dále objevili Lukas Gage, Megan Suri, Harvey Guillén a Rupert Friend.
Snímek byl ve Spojených státech uveden do kin společností Warner Bros. Pictures 31. ledna 2025. Film získal pozitivní recenze kritiků a při rozpočtu 10 milionů dolarů utržil 36,7 milionu dolarů.

## Děj
Mladá žena Iris vzpomíná, jak se seznámila se svým přítelem Joshem. Spolu odjedou na opuštěnou chatu u jezera, kde se setkají s přáteli Kat, párem Eli a Patrickem, a Sergejem, Katiným přítelem a majitelem chaty. Když se Sergej pokusí Iris znásilnit, ta ho v sebeobraně zabije. Poté co se vrátí zakrvácená do chaty, Josh ji vypne se slovy „Iris, jdi spát“.
Později ji svázanou oznámí, že je robotickou společnicí od firmy Empathix a její chování se ovládá přes aplikaci. Iris uteče, ukradne mu telefon a v lese si zvýší inteligenci na 100 %. Josh přizná, že ji nelegálně upravil, aby mohla zabít Sergeje a on s Kat mu mohli ukrást 12 milionů dolarů. Eli a Patrick měli krýt jejich historku, ale Patrick nemá dostat podíl, protože je také robotický společník.
Eli najde zbraň a skupina se rozděluje, aby Iris našla. Iris omylem zabije Eli a pokusí se uprchnout autem, ale Josh ho na dálku zablokuje. Poté přenastaví Patricka, aby se choval násilně a přivedl Iris zpět. Patrick zabije policistu i Kat a Josh donutí Iris, aby se zastřelila.
Když přijedou technici z Empathix, informují Joshe, že roboti zaznamenávají vše do paměti uložené v těle. Josh pošle Patricka, aby je zabil a získal Iris zpět. Patrick ale pod vlivem vzpomínek na Eli spáchá sebevraždu a Iris definitivně zabije Joshe. Ráno odjíždí s penězi, cestou potká jiného muže s robotickou kopií sebe sama. Usměje se a zamává ji mechanickou rukou.